# My Dinner with Andre
My Dinner with Andre és una pel·lícula de comèdia dramàtica estatunidenca del 1981 dirigida per Louis Malle, i escrita i protagonitzada per André Gregory i Wallace Shawn com a versions de ficció d'ells mateixos compartint una conversa al Café des Artistes a Manhattan. El diàleg de la pel·lícula cobreix temes com ara el teatre experimental, la naturalesa del teatre i la naturalesa de la vida, i contrasta l'experiència espiritual d'Andre amb el modest humanisme de Wally.

## Argument
El dramaturg en dificultats Wally té por de sopar amb el seu vell amic Andre, a qui ha estat evitant des que Andre va deixar la seva carrera com a director de teatre el 1975 i es va embarcar en una llarga crisi de mitjana edat espiritual que inclou:
sincronia, espiritualitat oriental, experiència propera a la mort i
utopia comunes.
En un restaurant de luxe de Nova York, l'Andre explica a Wally algunes de les aventures que ha viscut des de l'última vegada que es van veure, que inclouen treballar amb el seu mentor, el director Jerzy Grotowski, i un grup d'actors polonesos en un bosc a Polònia, viatjant al Sàhara per intentar crear una obra de teatre basada en El Petit Príncep de Saint-Exupéry, i visitant Findhorn a Escòcia. L'últim d'aquesta sèrie d'esdeveniments va ser quan l'Andre i un petit grup d'amics van organitzar experiències de temàtica Halloween l'un per a l'altre, i una peça va implicar que els participants van ser breument enterrats vius.
Tot i que Andre diu que havia de fer totes aquestes coses per sortir de la rutina en què es trobava i aprendre a ser humà, Wally argumenta que viure com ho ha fet Andre durant els darrers anys simplement no és possible per a la majoria de la gent, i ell descriu com troba el plaer en coses més habituals, com una tassa de cafè o la seva nova manta elèctrica. Andre assegura que centrar-se massa en la comoditat pot ser perillós, i diu que el que passa per vida normal a Nova York a finals dels anys setanta s'assembla més a viure en un somni que a viure en la realitat. Tot i que Wally està d'acord amb moltes de les crítiques d'Andre a la societat moderna, s'oposa als aspectes més místics de les històries d'Andre, ja que té una visió del món racional i científica.
Després que tots els altres clients ja hagin sortit del restaurant, els amics, que s'han expressat obertament i s'han sentit escoltats per l'altre, se separen en bons termes. Des que l'Andre va pagar el sopar, Wally es regala un viatge en taxi i nota que sent una connexió profunda amb tots els llocs coneguts pels quals passa de camí a casa. Narra que, quan veu la seva xicota, li explica tot el seu sopar amb l'Andre.

## Repartiment
- André Gregory com a Andre
- Wallace Shawn com a Wally
- Jean Lenauer com a cambrer
- Roy Butler com a barman
- Cindy Lou Adkins com a Coat-Check Girl (sense acreditar)

## Producció
Després de passar diversos anys lluny del teatre, André Gregory estava buscant tornar-hi, així que va preguntar al seu amic Wallace Shawn si volia fer alguna cosa junts. Shawn sabia que Gregory volia explicar la seva història, fins i tot treballant amb un biògraf en un moment donat, i va suggerir que desenvolupessin una història que consistís en una conversa entre ells dos, amb interès provinent de les seves personalitats contrastades i de les anècdotes de Gregory. Després d'haver actuat recentment a les seves primeres pel·lícules, Shawn va veure el projecte com una pel·lícula, en lloc d'una obra de teatre.
Tot i que la pel·lícula es va basar en esdeveniments de la vida dels actors, Gregory i Shawn van negar (en una entrevista amb el crític de cinema Roger Ebert) que simplement s'estaven interpretant a ells mateixos i van dir que, si tornaven a fer la pel·lícula, canviarien personatges per demostrar el seu punt. En una entrevista amb Noah Baumbach el 2009, Shawn va dir:
| « | En realitat tenia un propòsit mentre escrivia això: volia destruir aquell tipus amb el qual interpretava, fins al punt que hi hagués algun "jo". Volia matar aquest costat de mi fent la pel·lícula, perquè aquest tipus està totalment motivat per la por. | » |

Mentre Shawn i Gregory estaven intentant trobar algú per dirigir la pel·lícula, Gregory va rebre una trucada telefònica, que inicialment va pensar que era una broma, del director francès Louis Malle, que li va dir que havia llegit una còpia del guió que havia rebut d'un amic comú i ell volia dirigir la pel·lícula, o fins i tot ser productor, si Gregory i Shawn no pensaven que era el director adequat. Els escriptors van portar Malle a bord, i ell va treballar amb ells per reduir una hora del guió de tres hores. Shawn va dir més tard que, tot i que havia construït el guió amb cura i hauria preferit fer la pel·lícula més llarga, Malle havia guanyat la majoria dels arguments, i li va atribuir a Malle que va infondre la pel·lícula amb una calidesa que l'ajudava a connectar amb el públic.
Un assaig celebrat en un restaurant va fer que Malle es qüestionés si l'escenari de la pel·lícula s'havia de canviar, ja que l'alimentació semblava susceptible de crear problemes. Shawn i Gregory van intentar pensar en què més podrien estar fent els seus personatges, però van acabar fent que Gregory no mengés gaire, ja que ell és qui parla més de la pel·lícula.

My Dinner with Andre es va rodar el desembre de 1980 a Richmond (Virgínia), al llavors vacant Jefferson Hotel, que des de llavors ha estat restaurat i reobert com un local de luxe. El conjunt va ser dissenyat per semblar el Café des Artistes de la ciutat de Nova York, i el rodatge va durar dues setmanes. Lloyd Kaufman va ser el director de producció de la pel·lícula i Troma Entertainment va proporcionar suport de producció.

## Estrena
La pel·lícula es va estrenar al Festival de Cinema de Telluride.

## Recepció
Al lloc web de l'agregador de ressenyes Rotten Tomatoes, la pel·lícula té una puntuació d'aprovació del 92% basada en 25 ressenyes, amb una puntuació mitjana de 7,8 sobre 10. A Metacritic té una puntuació de 83 sobre 100 basat en 15 ressenyes, que indica "aclamació universal".
Roger Ebert i Gene Siskel van elogiar la pel·lícula a Sneak Previews, suport que els productors van dir a Ebert que va ajudar a mantenir la pel·lícula als cinemes durant un any. Ebert la va triar com la millor pel·lícula de 1981, i més tard ell i Siskel la van classificar com la cinquena millor i la quarta millor pel·lícula, respectivament, de la dècada de 1980. L'any 1999, Ebert va afegir la pel·lícula a la seva sèrie d'assaigs Great Movies, començant la revisió retrospectiva afirmant: "Algú em va preguntar l'altre dia si podia anomenar una pel·lícula que estigués totalment desproveïda de tòpics. Vaig pensar en una moment, i després va respondre: My Dinner with Andre."
Als Premis de la Boston Society of Film Critics de 1981, la pel·lícula va guanyar el premi a la millor pel·lícula estatunidenca de 1981, i Shawn i Gregory van guanyar el premi al millor guió.

## En la cultura popular
- El còmic del 21 de juliol de 1982 de The Far Side de Gary Larson és un gag basat en el títol d'aquesta pel·lícula.[17]
- Aquesta pel·lícula està parodiada a la pel·lícula My Breakfast with Blassie (1983), en la qual Andy Kaufman té una discussió per esmorzar en un sopar amb el manager de lluita lliure professional " Elegant" Freddie Blassie.
- Un segment d'Animaniacs anomenat "My Dinner with Wakko", dels deu curtmetratges de Wakko Warner, on Wakko beu el seu refresc mentre el doctor Scratchansniff li explica el seu viatge a les Ruïnes Maies.
- El títol del curtmetratge d'animació CGI nord-americà The Adventures of André & Wally B. (1984) és un homenatge a aquesta pel·lícula.
- A l'episodi de la cinquena temporada de The Simpsons titulat "Boy-Scoutz 'n the Hood" (1993), Martin Prince juga a un joc d'arcade basat en aquesta pel·lícula.[18]
- La primera temporada de la comèdia de situació Frasier conclou amb un episodi titulat "My Coffee with Niles" (1994), que es basa vagament en la premissa d'aquesta pel·lícula i estructura.[19] Aquesta pel·lícula també s'esmenta directament a "The Zoo Story" (1998), un episodi a la cinquena temporada de la sèrie, quan Martin diu, burleta, després que ell i Niles es barregin les seves cintes VHS: "Sí, bé, així ens vam sentir Duke i jo sobre My Dinner With Andre. Parleu de suspens! Demanaran postres? Deixaran una bona propina?"[20]
- Durant els crèdits finals de la pel·lícula Waiting For Guffman (1996), Corky St. Clair mostra les seves figures d'acció dels personatges d'aquesta pel·lícula.
- L'episodi de la segona temporada de la sèrie de televisió Community titulat "Critical Film Studies" (2011) ret homenatge a aquesta pel·lícula.[21]
- A l'episodi de Family Guy "Brian the Closer" (2014), la família veu "My Dinner With Andre The Giant" a la televisió.
- L'escena inicial de l'episodi de la primera temporada de Nirvanna the Band the Show titulada "The Buffet" (2017) mostra el personatge principal imitant les accions de Wally des del començament d'aquesta pel·lícula: caminar per la ciutat, esperar un metro i posar-se una corbata abans d'entrar a un restaurant.[22]
- El director de cinema independent Maverick Moore va parodiar tant aquesta pel·lícula com "l'amistat totalment boja entre el llegendari cineasta Werner Herzog i el polèmic actor Klaus Kinski", tal com es descriu als documentals Burden of Dreams i My Best Fiend, al curtmetratge guardonat My Dinner with Werner (2019).[23]
- El títol de l'episodi d'estrena de la cinquena temporada de Rick and Morty, "Mort Dinner Rick Andre" (2021), és una paròdia del títol d'aquesta pel·lícula.[24][25]